# 丹作戦
丹作戦は、太平洋戦争末期に日本海軍が立案し一部を実施したアメリカ艦隊泊地およびサイパン島基地への航空攻撃作戦。当初は奇襲攻撃による作戦であったが、後に神風特攻隊を主とする作戦となった。

## 丹作戦（夜間奇襲攻撃）

### 計画
マリアナ沖海戦後にアメリカ海軍機動部隊がマーシャルに帰投した場合に月夜の航空攻撃で奇襲を行う丹作戦が計画された。軍令部では作戦課源田実部員が中心となり、連合艦隊司令部とともに指導した。雄作戦から航空作戦を独立させた作戦案である。真珠湾攻撃の航空奇襲作戦の再現であるが昼間は油断がないこと、当時の搭乗員練度から暗夜も行動不可であることから満月に近い黎明に攻撃を行う計画である。後に「丹作戦に準ずる作戦」と改められたが、敵の動向が思うようにならず未遂に終わり、以後実行されることはなかった。
1944年（昭和19年）10月3日の満月の前後10日間にマーシャル泊地に滞在する敵機動部隊を目標にする。予想戦果は航空母艦三隻であった。中心兵力は銀河陸上爆撃機隊と偵察隊.

### 経過
丹作戦のために伊号第三六四潜水艦で9月末ウェーク島着予定で横須賀から輸送作戦が行われる。しかし潜水艦の消息がなくなり航空燃料、爆弾輸送に失敗し丹作戦の実行が至難、不可能になった。アメリカ艦隊もマーシャルへの帰投はなかった。
1944年9月28日ごろ米機動部隊がサイパン島に帰投し補給している情報を受けた。10月1日、目標がマーシャルではなくマリアナになったため丹作戦は「丹作戦に準ずる作戦」と改めて立案される。10月2日に丹作戦部隊をトラックと硫黄島に進出させる。3日にアプラ港とサイパンを偵察し確認し敵艦隊があれば同日夕刻攻撃隊進出。4日に雷撃爆撃によって攻撃敢行を予定。実際の偵察は10月4日に行われたが敵は西方へ出動してしまっていた。豊田副武連合艦隊司令長官は次の月明期に延期とするも実行はされなかった。

## 第一次丹作戦（昼間奇襲攻撃）

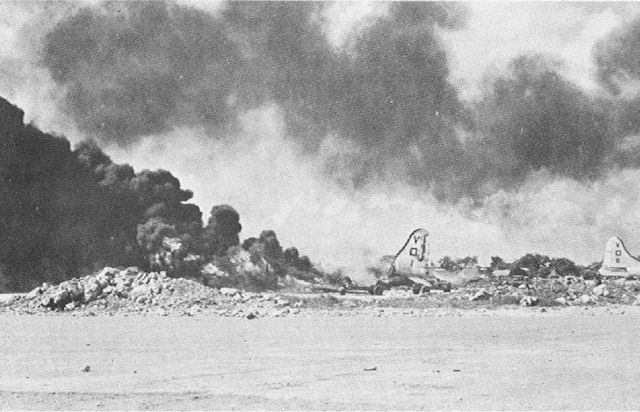
11月27日の空襲で破壊されたアスリート飛行場のアメリカ軍B-29爆撃機。ただし、同日早朝に陸軍第二独立飛行隊もアスリート飛行場を攻撃して成果を挙げており、この写真がいずれの戦果を捉えたものかは不明。

1944年（昭和19年）11月27日、零式艦上戦闘機12機の「第一御盾隊」でサイパン基地へB29を目標とする片道の昼間奇襲攻撃を行った。「丹作戦第一次」と呼称された。
硫黄島を中継地とし、襲撃後はマリアナ諸島中部のパガン島（日本軍守備隊が確保）の飛行場に着陸する予定であった。
奇襲は成功し、機銃掃射によりB-29爆撃機4機炎上6機大破の戦果をあげた。零戦隊のうち一機が強行着陸をし、拳銃で米軍と撃ち合い死亡した。
11機未帰還。故障により攻撃を断念した一機がパガン島に不時着。

## 第二次～第四次丹作戦（特攻）

### 第二次丹作戦

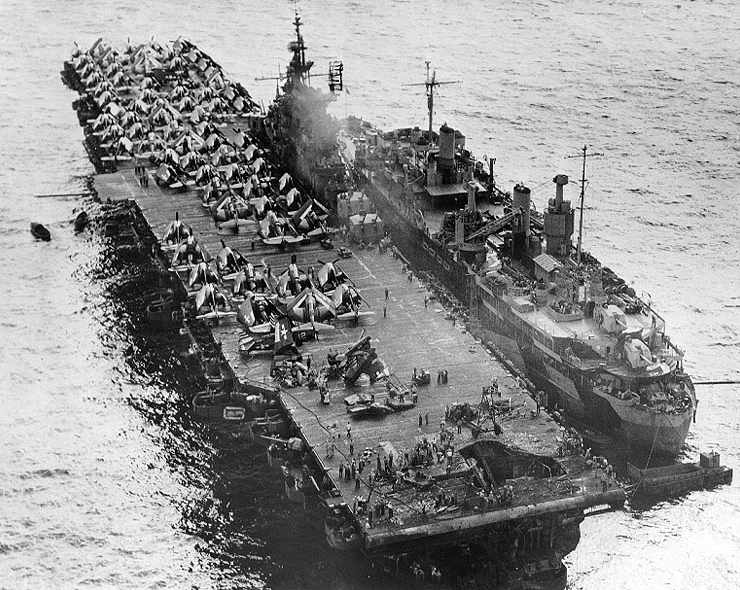
1945年にウルシー環礁で工作艦ジェイソンの修繕を受ける空母ランドルフ。（軽巡マイアミの艦載機から撮影）

1945年2月16日から17日にかけてアメリカ海軍の大型正規空母11隻・軽空母5隻、戦艦8隻を基幹とした第58任務部隊が関東地方に接近、空襲を行った（ジャンボリー作戦）。
2月17日豊田副武連合艦隊司令長官はアメリカ艦隊をウルシー帰着の好機をとらえて奇襲を断行すると決意表明した。そのため宇垣纏第五航空艦隊長官に銀河24機を基幹とする特攻隊の編成し攻撃することを命令した。またこの作戦を「丹作戦（第二次）」と呼称する旨の指示をした。宇垣は特攻部隊を2月20日菊水部隊、梓特別攻撃隊と命名する。762空銀河陸上爆撃機24機の攻撃隊と801空二式飛行艇3機の誘導隊で編成。移動途中に1機がPB4Y-2哨戒機の攻撃で撃墜され、途中からは2機で誘導をすることとなった。（大艇は視界のいいうちにウルシーに到着するためにエンジン1機だけを限界まで出力増加して使用しておりそのうち1機は帰還中に、その負荷によるエンジン爆発でメレヨン島に不時着。その後水没処分。本土に帰還できたのは1機のみ。）潜水艦伊58が誘導支援。爆装は80番通常爆弾1個、正規空母を目標にし1艦に3機突入を予定。3月7日敵機動部隊がウルシーに帰投したため10日決行予定も発進の遅れから11日に決行された。
九州の鹿屋基地を午前9時25分に発進。直線距離2,300km（実際飛行経路約2,930km）を10時間かけて飛行、中途で機体の不調により次々と脱落機を出し、さらに薄暮攻撃の予定が午後7時前後に現地到着となるものの特攻攻撃を決行。戦果は一機が空母ランドルフを損傷させたに留まった。

### 第三次作戦
第三次丹作戦は決行が5月7日、10日、12日（天候不良で中止）と予定が変更されていき、14日に攻撃を受けたため中止された。

### 第四次作戦
第四次丹作戦は神風特別攻撃隊第五御盾隊を編成するが実施前に終戦を迎えた。